# 117388 Jamiemoore
117388 Jamiemoore este o planetă minoră (asteroid) din centura de asteroizi. A fost descoperită pe 18 decembrie 2004 la Mount Lemmon⁠(d) de Mount Lemmon Survey⁠(d). 
Obiectul prezintă o orbită caracterizată de o semiaxă mare de 2,432048972644 UAi, o excentricitate de 0,2, o înclinație de 3,1 ° în raport cu ecliptica.